# Brian Horrocks

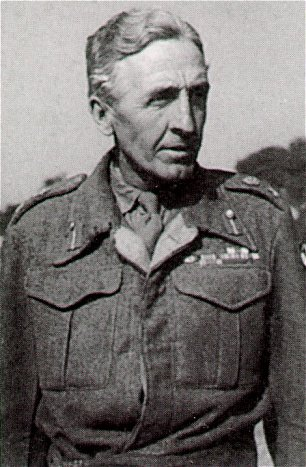
Teniente General Horrocks, marzo de 1945.

Brian Gwynne Horrocks (Ranikhet, India, 7 de septiembre de 1895 - Chichester, Inglaterra, 4 de enero de 1985) fue un general británico, famoso por su participación en 1944 durante la Segunda Guerra Mundial, como comandante del XXX Cuerpo de Ejército Británico, en la Operación Market Garden. 
Posteriormente a su retiro del ejército en 1949, Horrocks aumentó su fama al trabajar como presentador de una serie de televisión sobre historia militar, escritor de varios libros de historia militar, y miembro de la Cámara de los Comunes. Representó al Reino Unido en la competencia de pentatlón moderno en los Juegos Olímpicos de 1924. Fue interpretado por el actor Edward Fox en la película basada en la Operación Market Garden A Bridge Too Far, dirigida por Richard Attenborough en 1977.